# Giovanni Battista Forzatè
Giovanni Battista Forzatè (Padova, 24 giugno 1207 – Padova, 24 giugno 1283) è stato un vescovo cattolico italiano.

## Biografia
Figlio di Forzatè, nacque in una famiglia della nobiltà padovana diramatasi dai Transalgardi. Le prime notizie sul suo conto lo vedono canonico della cattedrale di Padova e in questa veste sottoscrisse documenti vescovili nel 1220, 1226 e 1231.
Da questo momento le fonti tacciono il suo nome per un ventennio; non sarebbe un caso, visto che in questo periodo la diocesi di Padova attraversò un periodo di crisi, dovuto all'ascesa di Ezzelino III da Romano (1237) e alla morte del vescovo Giacomo di Corrado (1239). La politica repressiva del "Tiranno" colpì duramente il clero e molti religiosi (fra cui, forse, lo stesso Forzatè) furono costretti a riparare altrove. Per molto tempo la cattedra rimase vacante: da una parte, Ezzelino ostacolava la nomina, temendo che un nuovo vescovo potesse riunire le forze a lui ostili; dall'altra, crescevano le divisioni interne alla stessa Chiesa, in quanto il primicerio dei parroci e l'abate di Santa Giustina da una parte e il capitolo della cattedrale dall'altra rivendicavano per sé il diritto all'elezione.
Questa situazione spinse papa Innocenzo IV a intervenire direttamente e nel 1250 nominò unilateralmente il Forzatè, che venne consacrato nel 1255 da papa Alessandro IV. Il 3 agosto 1256 entrò a Padova, liberata qualche settimana prima da una crociata indetta dallo stesso pontefice.
Subito lavorò per ristabilire la propria autorità su un clero diviso e bisognoso di riforme, ma anche poco propenso al controllo vescovile.
Governò la diocesi mediante vicari e rappresentanti laici (tra i quali Rinaldo Scrovegni, l'usuraio citato da Dante). Abbandonò il rito patriarchino in uso nella cattedrale e iniziò la ricostruzione del battistero della stessa. Per l'università ottenne da papa Urbano IV l'approvazione degli statuti dei giuristi e nel 1264 ebbe dallo stesso la conferma dell'antica consuetudine che riconosceva al vescovo il titolo di cancelliere perpetuo, nonché il potere di conferire il diploma di dottore. Provvide gli ospedali cittadini di regolamenti e costruì, nel 1265, una Domus Dei per orfani e infermi.
Durante il suo episcopato si verificò l'affermazione del culto per sant'Antonio e il beato Antonio Pellegrino, ma non venne coinvolto in questi processi.
Condusse un diverso atteggiamento nei rapporti tra il clero regolare e il clero secolare; tentò infatti di screditare il primo a favore del secondo (da cui otteneva maggiori proventi grazie alla cura delle anime) e ostacolò i tentativi dei monasteri di sottrarsi alla propria autorità.
Si occupò della separazione dei monasteri misti di Ognissanti (1256) e di San Benedetto (1259), divenuti ormai fonte di scandalo. Altri cenobi, come le abbazie di Praglia e di Santa Giustina, furono ricondotti sotto il diretto controllo vescovile. Fu in contrasto con gli ordini mendicanti e li accusò di perpetuare false dottrine; questo portò al severo monito di Alessandro IV che lo defini Christi ovium dissipator (1259). Cedette malvolentieri l'ufficio dell'Inquisizione ai frati minori e fu in lite con il giudice delegato fra' Alessio da Mantova. La tensione giunse al massimo nel 1282 quando, opponendosi all'entrata dei camaldolesi nel monastero di San Benedetto Novello, fu scomunicato dal pontefice (il provvedimento fu in seguito revocato).
Unico fedele alleato nella sua politica fu quindi il clero secolare, e in effetti in uno statuto della congregazione dei parroci del 1278 venne citato come tamquam pater suus. Tuttavia, tra i preti sussistevano gravi problematiche disciplinari e culturale che Forzatè non riuscì mai del tutto a risolvere.
Difficili anche i rapporti con le autorità laiche. Dopo la caduta di Ezzelino, il Comune si occupò di ricostruire i propri ordinamenti e cercò di ridimensionare i privilegi ecclesiastici; ad esempio, nel 1265 venne estesa la giurisdizione civile ai chierici e nel 1282 si stabilì una multa per chi uccideva un sacerdote. Fu il patriarca di Aquileia ad intervenire in favore del Forzatè, ormai anziano, e nel 1283 lanciò l'interdetto su Padova (verrà tolto solo nel 1290).
Il Forzatè morì nel giorno del suo 76º compleanno nel pieno di questa crisi. Come dispose nel testamento, fu sepolto in cattedrale dove una lapide, oggi scomparsa, lo comparava a san Gregorio per i costumi, a Salomone per la sapienza e a san Prosdocimo per la vita.

## Genealogia episcopale
La genealogia episcopale è:
- Papa Alessandro IV
- Vescovo Giovanni Battista Forzatè